# Franco Orozco
Franco Orozco (Canning, Buenos Aires, Argentina; 9 de enero de 2002) es un futbolista profesional argentino que se desempeña como delantero y actualmente juega en el Club Atlético Newells Old Boys de la Primera División de Argentina.

## Estadísticas

### Clubes
Actualizado de acuerdo al último partido jugado el 8 de abril de 2025.
| Club                          | Div.          | Temporada     | Liga  | Liga  | Liga   | Copas nacionales | Copas nacionales | Copas nacionales | Torneos internacionales | Torneos internacionales | Torneos internacionales | Total | Total | Total  |
| Club                          | Div.          | Temporada     | Part. | Goles | Asist. | Part.            | Goles            | Asist.           | Part.                   | Goles                   | Asist.                  | Part. | Goles | Asist. |
| ----------------------------- | ------------- | ------------- | ----- | ----- | ------ | ---------------- | ---------------- | ---------------- | ----------------------- | ----------------------- | ----------------------- | ----- | ----- | ------ |
| C. A. Lanús Argentina         | 1.ª           | 2020          | —     | —     | —      | 11               | 4                | 0                | 5                       | 2                       | 1                       | 16    | 6     | 1      |
| C. A. Lanús Argentina         | 1.ª           | 2021          | 6     | 0     | 0      | 8                | 0                | 2                | 5                       | 0                       | 1                       | 19    | 0     | 3      |
| C. A. Lanús Argentina         | 1.ª           | 2022          | 23    | 1     | 2      | 6                | 2                | 0                | 2                       | 0                       | 0                       | 31    | 3     | 2      |
| C. A. Lanús Argentina         | 1.ª           | 2023          | 23    | 4     | 3      | 6                | 0                | 0                | —                       | —                       | —                       | 29    | 4     | 3      |
| Krylia Sovetov Samara · Rusia | 1.ª           | 2023-24       | 12    | 1     | 1      | —                | —                | —                | —                       | —                       | —                       | 12    | 1     | 1      |
| Krylia Sovetov Samara · Rusia | 1.ª           | 2024-25       | 10    | 3     | 0      | 5                | 0                | 0                | —                       | —                       | —                       | 15    | 3     | 0      |
| Krylia Sovetov Samara · Rusia | Total club    | Total club    | 22    | 4     | 1      | 5                | 0                | 0                | 0                       | 0                       | 0                       | 27    | 4     | 1      |
| C. A. Lanús Argentina         | 1.ª           | 2025          | 6     | 0     | 0      | 1                | 1                | 1                | 2                       | 1                       | 0                       | 9     | 2     | 1      |
| C. A. Lanús Argentina         | Total club    | Total club    | 58    | 5     | 5      | 32               | 7                | 3                | 14                      | 3                       | 2                       | 104   | 15    | 10     |
| Total carrera                 | Total carrera | Total carrera | 80    | 9     | 6      | 37               | 7                | 3                | 14                      | 3                       | 2                       | 131   | 19    | 11     |
| 1. 2. 3.                      |               |               |       |       |        |                  |                  |                  |                         |                         |                         |       |       |        |

## Palmarés

### Campeonatos internacionales
| Título              | Club             | Sede  | Año  |
| ------------------- | ---------------- | ----- | ---- |
| Sudamericano Sub-15 | Argentina Sub-15 | Chile | 2017 |
| Sudamericano Sub-17 | Argentina Sub-17 | Perú  | 2019 |